# Desmodium megaphyllum
Desmodium megaphyllum là một loài thực vật có hoa trong họ Đậu. Loài này được Zoll. miêu tả khoa học đầu tiên.